# Чарушин, Виктор Афанасьевич
Виктор Афанасьевич Чарушин (23 ноября 1932, Курья, Красногорский р-н, Удмуртская АССР — 2 мая 2002, Нижний Новгород) — советский и российский шахматист, мастер спорта СССР по шахматам по переписке (1987), международный мастер ИКЧФ (1986). Инженер, кандидат технических наук (1964).

## Биография
С 1953 по 1966 гг. жил в Ульяновске. Работал мастером на строительстве Волжской дамбы, начальником бюро эксплуатации зданий Патронного завода им. Володарского, главным конструктором проектного института «Ульяновскпромпроект» — «Гипроэнергоремонт».
С 1966 г. жил в Горьком.

### Научная деятельность
В 1962 г. защитил диссертацию на тему «Свободные колебания сооружений с гибкими связями» и получил учёную степень кандидата технических наук. В 1966 г. получил учёное звание доцента. После переезда в Горький преподавал в ГИСИ. Является автором ряда учебных пособий на тему устойчивости сооружений.

### Шахматная деятельность
Чемпион Ульяновска 1954 г.
Победитель группового турнира Кубка ИКЧФ (1986 г).
Участник предварительных соревнований 13-го, 14-го и 15-го чемпионатов мира по переписке.
Серебряный призёр 15-го (1975—1980 гг.; победил Х. Пальм) и 26-го чемпионатов Европы по переписке (1983—1989 гг.; разделил 2—3 места с М. Н. Шером, отстав на пол-очка от победителя турнира Г. Растяниса). Бронзовый призёр 20-го чемпионата Европы по переписке (1979—1983 гг.; победил Б. Сёренсен).
Является автором ряда шахматных книг, посвящённых жизни и творчеству А. А. Алехина, Е. Д. Боголюбова, Р. Харузека, К. Юнге, В. В. Солдатёнкова, нижегородских шахматистов во главе с П. В. Дубининым. В последние годы жизни готовил к публикации книги о С. Г. Тартаковере и М. М. Стольберге. Также выпустил несколько книг о типовых шахматных комбинациях.

## Книги

### По строительству
- Шиванов В. Н., Чарушин В. А. Устойчивость сооружений: Устойчивость стержневых систем, пластин и оболочек. Учеб. пособие. — Горький: Горьков. гос. ун-т, 1980. — 111 с.
- Чарушин В. А. Расчёт сооружений на специальные воздействия: Учеб. пособие. — Горький: Горьков. ун-т, 1985. — 98 с.
- Гущин В. П., Стопкин Н. В., Чарушин В. А. Матричные методы и применение ЭВМ в динамике сооружений: [Учеб. пособие] / Горьков. инж.-строит. ин-т им. В. П. Чкалова. — Горький: Горьков. гос. ун-т, 1988. — 78 с.

### По шахматам
- 226 коротких партий А. А. Алехина. — Н. Новгород: Автозаводец-книга, 1992.
- Танец на краю вулкана. — Н. Новгород: Автозаводец-книга, 1993.
- Гордость России. Творчество П. В. Дубинина. — Н. Новгород: Автозаводец-книга, 1994. (В книге также содержатся биографические материалы об А. Н. Вяхиреве, И. А. Морозове, В. В. Купоросове).
- Одна, но пламенная страсть. — Н. Новгород: Автозаводец-книга, 1993.
- У роковой черты. А. А. Алехин в 1939—1946. — Н. Новгород: Автозаводец-книга, 1996.
- Блок Алехина. — Н. Новгород: Автозаводец-книга, 1996.
- Отвлечение Митрофанова. — Н. Новгород: Автозаводец-книга, 1997.
- Комбинация «Крест». — Н. Новгород: Автозаводец-книга, 1997.
- Комбинация Ласкера. — Н. Новгород: Автозаводец-книга, 1998.
- Chess Comet Charousek. — Германия, 1998. (на английском языке)
- Загадочный гардемарин. — Омск, 2000.

## Память
В 2009 г. в Красногорском прошёл турнир сельских шахматистов памяти В. А. Чарушина.